# The Upstage Club
The Upstage Club är en klassisk rockklubb i Asbury Park, New Jersey, USA. Den ligger i korsningen mellan Bond Street och Cookman Avenue.
Sedan 1960-talet har flera stora rockartister spelat på The Upstage Club i början av sina karriärer, bland andra Bruce Springsteen, Southside Johnny, Vini Lopez och Steve Van Zandt.